# 广州国际电子大厦
广州国际电子大厦（英語：Guangzhou International Electronics Tower），简称国电（GIE）是一栋位于中国广东省广州市越秀区环市东路的超高层摩天大楼，于1996年建成。